# Rumah Deleng
Rumah Deleng is een bestuurslaag in het regentschap Deli Serdang van de provincie Noord-Sumatra, Indonesië. Rumah Deleng telt 788 inwoners (volkstelling 2010).